# 2000年夏季奥林匹克运动会游泳比赛
2000年夏季奥林匹克运动会游泳比赛于2000年9月15日至9月23日在悉尼国际水上运动中心举行。共有来自150个国家和地区的954名游泳运动员参加了此次比赛。

## 奖牌榜
| 排名 | 国家／地区        | 金牌 | 银牌 | 铜牌 | 總數 |
| ---- | ----------------- | ---- | ---- | ---- | ---- |
| 1    | 美国（USA）       | 14   | 8    | 11   | 33   |
| 2    | （AUS）           | 5    | 9    | 4    | 18   |
| 3    | 荷兰（NED）       | 5    | 1    | 2    | 8    |
| 4    | 意大利（ITA）     | 3    | 1    | 2    | 6    |
| 5    | 乌克兰（UKR）     | 2    | 2    | 0    | 4    |
| 6    | 罗马尼亚（ROU）   | 2    | 1    | 1    | 4    |
| 7    | 瑞典（SWE）       | 1    | 2    | 1    | 4    |
| 8    | 匈牙利（HUN）     | 1    | 0    | 0    | 1    |
| 9    | 日本（JPN）       | 0    | 2    | 2    | 4    |
| 10   | 斯洛伐克（SVK）   | 0    | 2    | 0    | 2    |
| 11   | 俄罗斯（RUS）     | 0    | 1    | 1    | 2    |
| 11   | 南非（RSA）       | 0    | 1    | 1    | 2    |
| 13   | 法国（FRA）       | 0    | 1    | 0    | 1    |
| 14   | 德国（GER）       | 0    | 0    | 3    | 3    |
| 15   | 哥斯达黎加（CRC） | 0    | 0    | 2    | 2    |
| 16   | 巴西（BRA）       | 0    | 0    | 1    | 1    |
| 16   | 加拿大（CAN）     | 0    | 0    | 1    | 1    |
| 16   | 西班牙（ESP）     | 0    | 0    | 1    | 1    |

## 各项成绩

### 男子
| 项目              | 金牌 | 金牌         | 银牌 | 银牌     | 铜牌 | 铜牌     |
| 50米自由泳        | 安東尼·歐文 · 美国（USA） | 21.98        | 无 | 无       | 彼得·范登霍根班德 · 荷兰（NED）                                                                                  | 22.03    |
| 50米自由泳        | 小加里·哈尔 · 美国（USA） | 21.98        | 无 | 无       | 彼得·范登霍根班德 · 荷兰（NED）                                                                                  | 22.03    |
| 100米自由泳       | 彼得·范登霍根班德 · 荷兰（NED） | 48.30        | 亚历山大·波波夫 · 俄罗斯（RUS） | 48.69    | 小加里·哈尔 · 美国（USA）                                                                                        | 48.73    |
| 200米自由泳       | 彼得·范登霍根班德 · 荷兰（NED） | 1:45.35 (WR) | 伊安·索普 · （AUS） | 1:45.83  | 马西米利亚诺·罗索利诺 · 意大利（ITA）                                                                            | 1:46.65  |
| 400米自由泳       | 伊安·索普 · （AUS） | 3:40.59 (WR) | 马西米利亚诺·罗索利诺 · 意大利（ITA） | 3:43.40  | 克莱特·凯勒 · 美国（USA）                                                                                        | 3:47.00  |
| 1500米自由泳      | 格兰特·哈克特 · （AUS） | 14:48.33     | 基伦·珀金斯 · （AUS） | 14:53.59 | 克里斯·汤普森 · 美国（USA）                                                                                      | 14:56.81 |
| 100米仰泳         | 伦尼·克拉伊泽尔堡 · 美国（USA） | 53.72 (OR)   | 马特·韦尔什 · （AUS） | 54.07    | 施蒂夫·特洛克 · 德国（GER）                                                                                      | 54.82    |
| 200米仰泳         | 伦尼·克拉伊泽尔堡 · 美国（USA） | 1:56.76 (OR) | 阿龙·佩尔索尔 · 美国（USA） | 1:57.35  | 马特·韦尔什 · （AUS）                                                                                            | 1:57.59  |
| 100米蛙泳         | 多梅尼科·菲奥拉万蒂 · 意大利（ITA）                                                                                                   | 1:00.46 (OR) | 埃德·摩西 · 美国（USA） | 1:00.73  | 罗曼·斯卢德诺夫 · 俄罗斯（RUS）                                                                                  | 1:00.91  |
| 200米蛙泳         | 多梅尼科·菲奥拉万蒂 · 意大利（ITA）                                                                                                   | 2:10.87      | 特伦斯·帕金 · 南非（RSA） | 2:12.50  | 达维德·鲁莫洛 · 意大利（ITA）                                                                                    | 2:12.73  |
| 100米蝶泳         | 拉尔斯·弗勒兰德 · 瑞典（SWE） | 52.00        | 迈克尔·克利姆 · （AUS） | 52.18    | 吉奥夫·休吉尔 · （AUS）                                                                                          | 52.22    |
| 200米蝶泳         | 汤姆·马尔乔 · 美国（USA） | 1:55.35 (OR) | 丹尼斯·希兰季耶夫 · 乌克兰（UKR） | 1:55.76  | 贾斯廷·诺里斯 · （AUS）                                                                                          | 1:56.17  |
| 200米混合泳       | 马西米利亚诺·罗索利诺 · 意大利（ITA）                                                                                                 | 1:58.98 (OR) | 汤姆·多兰 · 美国（USA） | 1:59.77  | 汤姆·威尔金斯 · 美国（USA）                                                                                      | 2:00.87  |
| 400米混合泳       | 汤姆·多兰 · 美国（USA） | 4:11.76 (WR) | 埃里克·文德特 · 美国（USA） | 4:14.23  | 柯蒂斯·迈登 · 加拿大（CAN）                                                                                      | 4:15.33  |
| 4x100米自由泳接力 | （AUS） · 迈克尔·克利姆 · 克里斯·菲德勒 · 阿什利·卡卢斯 · 伊恩·索普 · 托德·皮尔逊（预赛） · 亚当·派因（预赛）                         | 3:13.67 (WR) | 美国（USA） · 安東尼·歐文 · 尼尔·沃克 · 贾森·莱扎克 · 小加里·霍尔 · 斯科特·塔克（预赛） · 乔希·戴维斯（预赛）                                         | 3:13.86  | 巴西（BRA） · Edvaldo Valério · Gustavo Borges · Carlos Jayme · Fernando Scherer                                 | 3:17.40  |
| 4x200米自由泳接力 | （AUS） · 伊恩·索普 · 迈克尔·克利姆 · 托德·皮尔逊 · 比尔·柯比 · 格兰特·哈克特（预赛） · 丹尼尔·科瓦尔斯基（预赛）                     | 7:07.05 (WR) | 美国（USA） · Jamie Rauch · 乔希·戴维斯 · Scott Goldblatt · 克莱特·凯勒 · Nate Dusing（预赛） · Chad Carvin（预赛）                                   | 7:12.64  | 荷兰（NED） · Martijn Zuijdweg · Johan Kenkhuis · 彼得·范登霍亨班德 · Marcel Wouda · Mark van der Zijden（预赛） | 7:12.70  |
| 4x100米混合泳接力 | 美国（USA） · 伦尼·克拉伊泽尔堡 · 埃德·摩西 · 伊恩·克罗克 · 小加里·霍尔 · 尼尔·沃克（预赛） · 汤米·汉南（预赛） · 贾森·莱扎克（预赛） | 3:33.73 (WR) | （AUS） · 马特·韦尔什 · 里甘·哈里森 · Geoff Huegill · 迈克尔·克利姆 · 乔希·沃森（预赛） · 瑞安·米切尔（预赛） · 亚当·派因（预赛） · 伊恩·索普（预赛） | 3:35.27  | 德国（GER） · Stev Theloke · 延斯·克鲁帕 · 托马斯·鲁普拉特 · 托尔斯滕·施潘内贝格                                 | 3:35.88  |

### 女子
| 项目              | 金牌 | 金牌         | 银牌 | 银牌    | 铜牌 | 铜牌    |
| 50米自由泳        | 英厄·德布勒因 · 荷兰（NED） | 24.32        | 特蕾瑟·阿尔斯哈马尔 · 瑞典（SWE）                                                                                               | 24.51   | 达拉·托雷斯 · 美国（USA） | 24.63   |
| 100米自由泳       | 英厄·德布勒因 · 荷兰（NED） | 53.83        | 特蕾瑟·阿尔斯哈马尔 · 瑞典（SWE）                                                                                               | 54.33   | 达拉·托雷斯 · 美国（USA） | 54.43   |
| 100米自由泳       | 英厄·德布勒因 · 荷兰（NED） | 53.83        | 特蕾瑟·阿尔斯哈马尔 · 瑞典（SWE）                                                                                               | 54.33   | 珍妮·汤普森 · 美国（USA） | 54.43   |
| 200米自由泳       | 苏茜·奥尼尔 · （AUS） | 1:58.24      | 马丁娜·莫拉夫佐娃 · 斯洛伐克（SVK）                                                                                             | 1:58.32 | 克劳迪娅·波尔 · 哥斯达黎加（CRC） | 1:58.81 |
| 400米自由泳       | 布鲁克·本内特 · 美国（USA） | 4:05.80      | 黛安娜·芒兹 · 美国（USA） | 4:07.07 | 克劳迪娅·波尔 · 哥斯达黎加（CRC） | 4:07.83 |
| 800米自由泳       | 布鲁克·本内特 · 美国（USA） | 8:19.67 (OR) | 亞娜·克洛科娃 · 乌克兰（UKR）                                                                                                   | 8:22.66 | 凯特琳·桑德诺 · 美国（USA） | 8:24.29 |
| 100米仰泳         | 迪亚娜·莫卡努 · 罗马尼亚（ROU） | 1:00.21 (OR) | 中村真衣 · 日本（JPN） | 1:00.55 | 尼娜·日瓦涅夫斯卡娅 · 西班牙（ESP） | 1:00.89 |
| 200米仰泳         | 迪亚娜·莫卡努 · 罗马尼亚（ROU） | 2:08.16      | 罗萨娜·马拉希尼亚努 · 法国（FRA）                                                                                               | 2:10.25 | 中尾美树 · 日本（JPN） | 2:11.05 |
| 100米蛙泳         | 梅根·库恩 · 美国（USA） | 1:07.05      | 莱塞尔·琼斯 · （AUS） | 1:07.49 | 彭妮·海恩斯 · 南非（RSA） | 1:07.55 |
| 200米蛙泳         | 科瓦奇·阿格奈什 · 匈牙利（HUN） | 2:24.35 (OR) | 克里斯蒂·科沃尔 · 美国（USA）                                                                                                   | 2:24.56 | 阿曼达·比尔德 · 美国（USA） | 2:25.35 |
| 100米蝶泳         | 英厄·德布勒因 · 荷兰（NED） | 56.61 (WR)   | 马丁娜·莫拉夫佐娃 · 斯洛伐克（SVK）                                                                                             | 57.97   | 达拉·托雷斯 · 美国（USA） | 58.20   |
| 200米蝶泳         | 米丝蒂·海曼 · 美国（USA） | 2:05.88 (OR) | 苏茜·奥尼尔 · （AUS） | 2:06.58 | 彼得里娅·托马斯 · （AUS） | 2:07.12 |
| 200米混合泳       | 亞娜·克洛科娃 · 乌克兰（UKR） | 2:10.68 (OR) | 比阿特丽斯·克什拉鲁 · 罗马尼亚（ROU）                                                                                           | 2:12.57 | 克里斯蒂娜·托伊舍 · 美国（USA） | 2:13.32 |
| 400米混合泳       | 亞娜·克洛科娃 · 乌克兰（UKR） | 4:33.59 (WR) | 田岛宁子 · 日本（JPN） | 4:35.96 | 比阿特丽斯·克什拉鲁 · 罗马尼亚（ROU） | 4:37.18 |
| 4x100米自由泳接力 | 美国（USA） · 埃米·范戴肯 · 考特妮·希利 · 珍妮·湯普森 · 达拉·托里斯 · Erin Phenix（预赛） · 阿什莉·塔平（预赛）                                                     | 3:36.61 (WR) | 荷兰（NED） · 玛农·范罗艾因 · Wilma van Hofwegen · 英厄·德布勒因 · Thamar Henneken · Chantal Groot（预赛）                      | 3:39.83 | 瑞典（SWE） · 约翰娜·舍贝里 · 特蕾瑟·阿尔斯哈马尔 · Louise Jöhncke · 安娜-卡琳·卡默林 · Josefin Lillhage（预赛） · 马琳·斯万斯特伦（预赛）  | 3:40.30 |
| 4x200米自由泳接力 | 美国（USA） · 黛安娜·芒兹 · 珍妮·湯普森 · 萨曼莎·阿瑟诺 · 琳赛·本科 · 朱莉娅·斯托尔斯（预赛） · 金·布莱克（预赛）                                                   | 7:57.80 (OR) | （AUS） · 贾恩·鲁尼 · 彼得里娅·托马斯 · 柯尔斯滕·汤姆森 · 苏茜·奥尼尔 · Jacinta van Lint（预赛） · 埃尔卡·格雷厄姆（预赛）      | 7:58.52 | 德国（GER） · 弗兰齐斯卡·范阿尔姆齐克 · 安特耶·布施舒尔特 · Sara Harstick · 克斯廷·基尔加斯 · 迈克·弗赖塔格（预赛） · 布丽塔·斯特芬（预赛） | 7:58.64 |
| 4x100米混合泳接力 | 美国（USA） · 芭芭拉·贝德福德 · Megan Quann · 珍妮·湯普森 · 达拉·托里斯 · 考特妮·希利（预赛） · 阿什莉·塔平（预赛） · 埃米·范戴肯（预赛） · Staciana Stitts（预赛） | 3:58.30 (WR) | （AUS） · Dyana Calub · 莱塞尔·琼斯 · 彼得里娅·托马斯 · 苏茜·奥尼尔 · 贾恩·鲁尼（预赛） · 塔妮·怀特（预赛） · 萨拉·瑞安（预赛） | 4:01.59 | 日本（JPN） · 田中雅美 · 源纯夏 · 中村真衣 · 大西顺子                                                                                       | 4:04.16 |

## 另類紀錄
本屆奧林匹克運動會男子100公尺捷泳分組比賽中，來自赤道几内亚持外卡參賽的選手艾瑞克·姆薩巴尼以1分52秒創下自1904年創立100公尺捷泳比賽以來，最慢的奧運紀錄。這紀錄甚至比當年200公尺捷泳的世界紀錄更要慢。